# 平成24年台風第23号
平成24年台風第23号（へいせい24ねんたいふうだい23ごう、アジア名 : Son-Tinh）は、2012年10月に発生し、フィリピンなどに被害を出した台風である。

## 概要

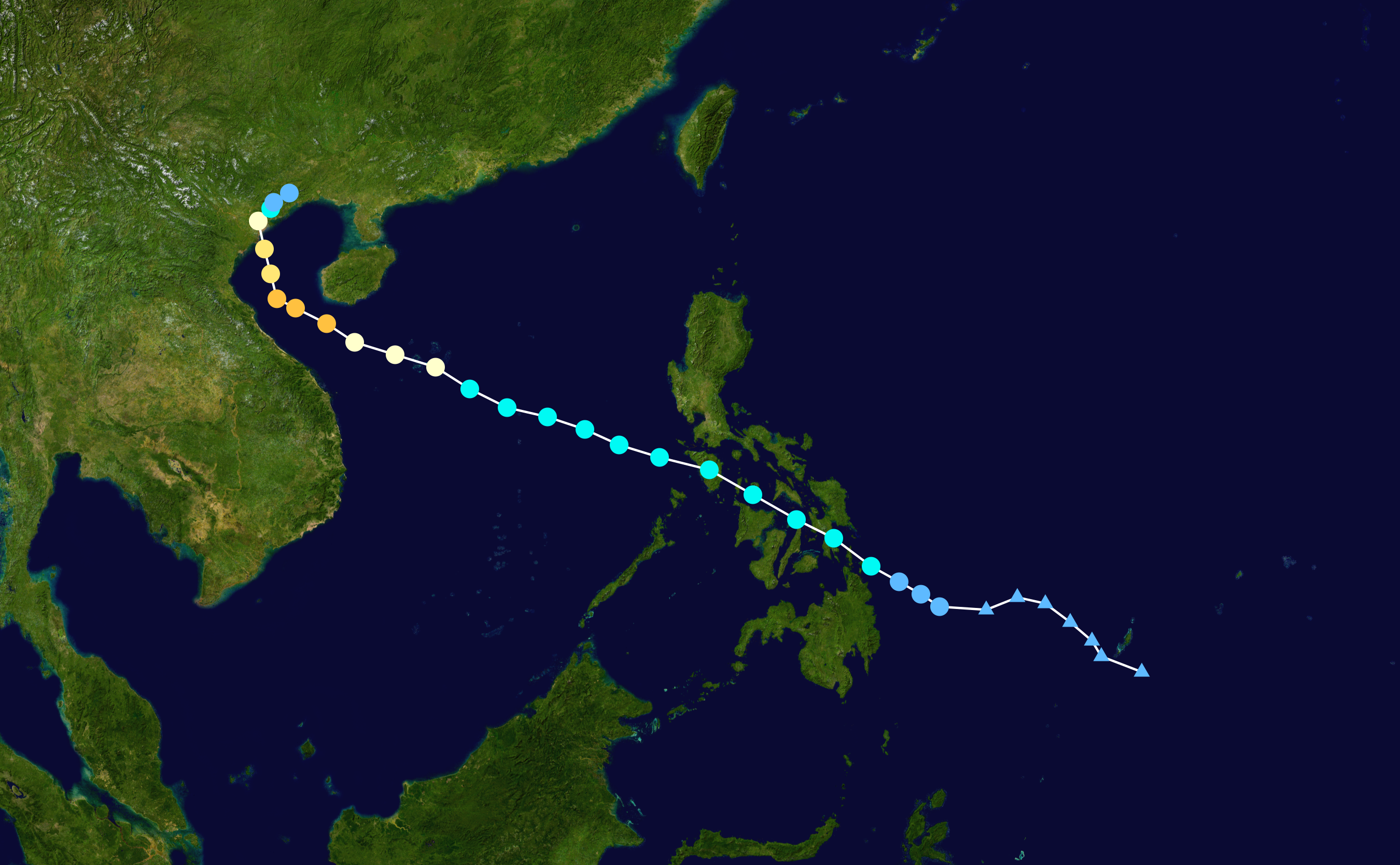
進路図

10月19日にカロリン諸島の東南海上で形成が始まり、24日3時にフィリピン・ミンダナオ島の東（北緯8度50分・東経127度30分）で熱帯低気圧から台風23号になったため、アジア名「ソンティン（Son-Tinh）」と命名された。命名国はベトナムで、ベトナム神話の山の神に由来する。また、フィリピン大気地球物理天文局（PAGASA）はこの台風について、フィリピン名「オフェル（Ofel）」と命名している。台風は当初は中心気圧998hPa・中心付近の最大風速18m/s、最大瞬間風速25m/sであったが、25日にかけてフィリピン南部から北西に進んでフィリピンを縦断し、南シナ海に進むと26日から27日にかけて急速に発達。27日にはトンキン湾の南に達した。28日から29日にかけて進路を北向きに変えてベトナムのハイフォン付近から上陸。進路をさらに東に変えて29日午後3時に、中国華南地方（北緯22度・東経107度）で熱帯低気圧に変わった。

## 影響
フィリピンの南コタバト州ジェネラル・サントスでは120戸が避難、北ダバオ州タグムでは電線が寸断し、議事堂をはじめとして多くが停電。コンポステラ・バレー州では強風で住宅の倒壊があったほか沿岸部が高波による被害を受けた。この台風に対してフィリピンの沿岸警備隊は船舶の航行を禁止、ミンダナオ島では約600名が足止めされたほか、カヴィテ州からコタバト州の都市で洪水が発生、大雨と強風・高波によって数千名の旅行者が足止めされた。ビコル地方では洪水によって線路が冠水し複数の列車が脱線、数名の負傷者が出た。フィリピン当局は27日の時点で死者6名、行方不明者9名としていたが、28日には死者24名に修正。死者の多くは洪水による溺死で、倒木や飛散物の衝突や地滑りによる生き埋め、感電死などもあった。28日現在、漁師8名などが行方不明となっている。今回の台風により14,693世帯66,768名が影響を受け、3,382世帯15,243名が97ヶ所の指定避難所に避難した。